# Odontostilbe littoris
Odontostilbe littoris är en fiskart som först beskrevs av Géry, 1960.  Odontostilbe littoris ingår i släktet Odontostilbe och familjen Characidae. Inga underarter finns listade i Catalogue of Life.